# Irã nos Jogos Paralímpicos
O Irã participou pela primeira vez dos Jogos Paralímpicos em 1988, e enviou atletas para competirem em todos os Jogos Paralímpicos de Verão desde então, em relação aos Jogos Paralímpicos de Inverno a primeira participação da Irã foi em 1998 e participou de todas as edições desde então.
A participação na edição de 2016 ficou marcada pela morte do ciclista paralímpico Bahman Golbarnezhad, a 17 de setembro de 2016 foi vítima de um grave acidente durante a competição de ciclismo de estrada na categoria C4.